# O trzech prządkach
O trzech prządkach (Die drei Spinnerinnen) – baśń opublikowana przez braci Grimm w 1812 roku w zbiorze Baśni (tom 1, nr 14).

## Treść[1]
Pewna dziewczyna była bardzo leniwa i nie lubiła prząść. Pewnego dnia zniecierpliwiona matka tak zbiła leniwą córkę, że jej płacz usłyszała przejeżdżająca obok królowa. Monarchini kazała zatrzymać powóz i weszła do chaty. Zapytała o powód tak surowej kary. Matka, wstydząca się przyznać, że ma leniwą córkę, wyjaśniła królowej, że jej córka tak bardzo lubi prząść, że musi jej tego zabraniać siłą, gdyż nie stać jej na zakup lnu.
Wówczas królowa zaproponowała, by córka podjęła pracę u niej, obiecując, że nigdy jej lnu nie zabraknie. Matka wyraziła zgodę. Dziewczyna została zabrana do królewskiego pałacu. Królowa pokazała jej trzy pokoje wypełnione lnem i oświadczyła, że gdy ukończy tkać cały len, dostanie jednego z królewiczów za męża. Dodała też, że szanuje jej pracowitość i nie zważa na to, że jest uboga. 
Dziewczyna była przerażona, gdyż nie umiała prząść. Siedziała więc bezczynnie przy kądzieli. Trzeciego dnia królowa zapytała ją czemu praca nierozpoczęta. Dziewczyna tłumaczyła się, że nie mogła pracować z wielkiej tęsknoty za matką i domem. Królowa zadowoliła się tą wymówką, ale kazała zabrać się wreszcie do pracy.
Kiedy dziewczynka została znowu sama, ujrzała przez okno trzy zdeformowane kobiety, z których jedna miała szpotawą stopę, druga wielką wargę dolną, zwisającą na podbródek, a trzecia ogromny palec. Kobiety obiecały pomóc jej uprząść cały len, pod warunkiem że zaprosi je na swoje wesele z królewiczem. Miała ich przedstawić jako swoje ciocie i posadzić przy swoim stole. Dziewczyna przystała na to.
Wkrótce potem trzy prządki rozpoczęły pracę. Jedna snuła nitkę i naciskała koło, druga śliniła nitkę, trzecia skręcała ją i uderzała palcem o stół. Kiedy królowa odwiedzała dziewczynę, trzy prządki chowały się, a dziewczyna pokazywała efekty ich pracy jako swoje. Królowa byłą pełna podziwu.
Kiedy cały len został zużyty, królowa zgodnie z obietnicą, zorganizowała jej wesele z królewiczem. Dziewczyna oświadczyła, że chce zaprosić na wesele swoje trzy ciotki. Zarówno królowa, jak i królewicz wyrazili zgodę. Dziewczyna, tak jak obiecała, posadziła trzy prządki przy swoim stole. Wtedy królewicz zapytał „ciotki” jaka jest przyczyna ich deformacji. Kiedy one odpowiedziały, że to od przędzenia, królewicz był tak wstrząśnięty, że kategorycznie zabronił swojej narzeczonej prząść.
Dziewczyna w duchu bardzo się ucieszyła, gdyż nie lubiła prząść.